# リュ・ヒョヌ
リュ・ヒョヌ（朝鮮語: 류현우、英語: Ryu Hyun-woo、韓国入り後に改名）は、朝鮮民主主義人民共和国（北朝鮮）の元駐クウェート臨時代理大使。平壌外国語大学でアラビア語を学んだ中東専門家。義父は金正日・金正恩両総書記ら最高指導部の秘密資金を管理する朝鮮労働党「39号室」トップだった全日春と言われている。2017年9月に国連安全保障理事会で対北朝鮮制裁決議が採択されて徐昌植（ソ･チャンシク）駐クウェート大使が解任されたことを受け、リュが臨時代理大使を務めることになった。しかし臨時代理大使在任中の2019年9月、公務を放棄して妻子と共に在クウェート大韓民国大使館へ逃げ込み、韓国に亡命した。